# Sergio Alberto Castillo
Sergio Alberto Castillo (n. San Miguel, provincia de Buenos Aires; 13 de enero de 1964) es un periodista argentino.
Es mayormente conocido por ser el productor general y conductor del programa Deportivo Fútbol Show, así como también ser el director de la histórica revista temática Sólo Fútbol .

## Biografía
Casado, con un hijo, comenzó en el periodismo desde muy joven, escribiendo, diseñando y distribuyendo revistas alternativas ya desde la época en que cursaba la escuela secundaria. En el año 1985 comenzó a colaborar en la revista “Grito Gigante”, junto a María y Ricardo Watson. En ese mismo año colaboró con Gerardo Ortiz en la creación de la Revista “Ratón Rocx”, hasta que en el año ’86 puso en circulación su propia revista, llamada “Existencia, reunión de los que estamos”. En 1987 le surgió la posibilidad de ingresar como colaborador en la Revista Sólo Fútbol y comenzó a trabajar en ella el 5 de octubre de ese año. En enero de 1988 fue incorporado a la planta estable de redactores de la publicación y así comenzó una carrera que, en diez años, lo llevó de ser colaborador permanente a ser Director Periodístico, cargo que asumió el 1 de febrero de 1998. En ese ínterin fundó y dirigió la Revista Sólo Fútbol Rosarino; fue colaborador de “Don Balón” de España; fue director de la Revista “Boca, un sentimiento”; Redactor de la Revista “Súper Fútbol”; Secretario de Redacción de la revista “El Fiscal de las Noticias”, dirigida por Ronald Hamdan y Alicia Barrios. Fue, además, Director de la Revista “Así es Boca” y de la Revista “La Lujanera”, en la que trabajó junto al Licenciado Rodrigo Arias y los alumnos de la Escuela de Periodismo de Luján, fundada por el propio Castillo. 
Realizó coberturas en los más importantes eventos internacionales, como los Mundiales de Fútbol de 1994 (Estados Unidos), 1998 (Francia) y 2014 (Brasil); Las Copas América de 1993 (Ecuador) y 1995 (Uruguay); los Juegos Olímpicos de 1996 (Atlanta, Ga.; USA), entre otros.
En Televisión fue columnista del programa “A Todo Morón”, por Canal 20 de Cablevisión, durante los años 2007/08.
En Radio trabajó en La Red de Buenos Aires (AM 910) entre 2006 y 2008; y en Radio Cooperativa de Buenos Aires entre 2009 y 2011
Como docente de periodismo trabajó muchos años en la Escuela de Periodismo de “Los Dos Congresos”, junto a Alicia Barrios, Ronald Hamdan, Juan Manuel Pons, Enrique Gastañaga, Rodrigo Arias, Gustavo Goñi, Roberto Ruscio, Raúl Fernández, Ricardo Ruiz, Jorge Ferro, Marcelo Baffa, Walter Nelson, Horacio Viola, entre otros. También dio clases durante un año en la Universidad de La Plata y, entre 1998 y 2006, tuvo sus propias escuelas de periodismo en las ciudades de Chivilcoy, Salto, Arrecifes, Morón y Luján.
Sin embargo, el trabajo que más marcó a Castillo fue la conducción de Deportivo Fútbol Show, un programa que se emitió por Radio Cooperativa en el cual tuvo la libertad de expresarse sin tapujos, denunciar y acusar desde un humor polémico a toda la corrupción que rodeaba al fútbol. Ese programa duró casi tres años, hasta que un episodio confuso relacionado con un hecho de censura acabó con el ciclo de manera abrupta. Castillo regresó con el programa en 2020, producido por Guillermo Forner, por FM Universal de Buenos Aires, los miércoles por la noche, y nuevamente se ha transformado en un éxito de audiencia, tal como se puede apreciar en la cantidad de visualizaciones que acumula en el Canal de Youtube DEPORTIVO FÚTBOL SHOW. Actualmente también comenta partidos de Fútbol por AM 810 para El Ascenso Por Tres, y conduce Sucesos y Protagonistas, programa de interés general, en FM Universal. 

## Trayectoria

### En periodismo gráfico
- Redactor de la Revista "Sólo Fútbol" 1987 a 1997
- Director Periodístico de la Revista "Sólo Fútbol Rosarino" 1992-1993
- Corresponsal en Argentina de "Don Balón" de España 1992
- Director de la Revista "Boca, Un Sentimiento" 1993
- Redactor de la Revista "Súper Fútbol" 1993/94/95
- Secretario de Redacción de "El Fiscal de las Noticias" 1996-1997
- Director Periodístico de "Así es Boca" 1999
- Director Periodístico de la Revista "Sólo Fútbol" 1998-1999
- Director Periodístico Revista "La Lujanera" 2004-2005

### En radio
- Estudios Centrales de Transmisiones de Ascenso de Radio "La Red" (AM 910) 2006/07/08 (Desde enero de 2006 hasta el 24 de mayo de 2008)

- Conductor y productor general de Deportivo Fútbol Show (Radio Cooperativa, AM 770 y FM Universal 105.9)

### Coberturas internacionales realizadas
- Torneo Preolímpico (Asunción del Paraguay) 1992
- Copa Libertadores (Montevideo; Santiago de Chile; Cali, Colombia; y São Paulo) 1992
- Copa América de Selecciones (Ecuador) 1993
- Eliminatorias del Mundial (Barranquilla, Colombia) 1993
- Mundial de Fútbol (Estados Unidos) 1994
- Juegos Panamericanos (Mar del Plata) 1995
- Copa América de Selecciones (Uruguay) 1995
- Torneo Preolímpico (Mar del Plata) 1996
- Juegos Olímpicos (Atlanta, Estados Unidos) 1996
- Sudamericano Sub-20 (Chile) 1997
- Eliminatorias del Mundial (Montevideo y Santiago de Chile) 1997
- Mundial de Fútbol (Francia) 1998
- Mundial Sub 20 (Buenos Aires) 2001
- Eliminatorias Mundial 2014 (Santiago de Chile, Asunción del Paraguay, Montevideo)
- Copa Mundial de Fútbol de 2014 (Brasil)
- Final Copa Italia (en el Olímpico de Roma) Lazio-Sampdoria
- Europa League (en Inglaterra) Liverpool-Nápoli
- Champions League (en Alemania) Bayern Münich-Nápoli
- Liga de España (en Camp Nou) Barcelona-Sevilla
- Y varios partidos de Liga de Italia (en Florencia, Milán, Brescia, Nápoles, Roma, Génova, Pisa, etc.)

### Docencia en periodismo
- Docente de la Escuela de Periodismo "De los Dos Congresos" desde el año 1995
- Docente Escuela de Periodismo de La Plata (Pasaje Dardo Rocha) en 1996
- Coordinador General Escuela de Periodismo de Chivilcoy años 1997/98/99
- Coordinador General Escuela de Periodismo Arrecifes/Salto años 2000/01
- Coordinador General Escuela de Periodismo de Morón años 2002/03
- Coordinador General Escuela de Periodismo de Luján años 2003/04/05/06
- Encargado del Departamento de Alumnos, Adjunto a la Coordinación Periodística y docente en el ISPED (Caseros) en 2007.
- Con trabajos y participaciones en diversos programas de Radio y TV locales, nacionales e internacionales.

- Datos: Q6125298